# ポカホンタス

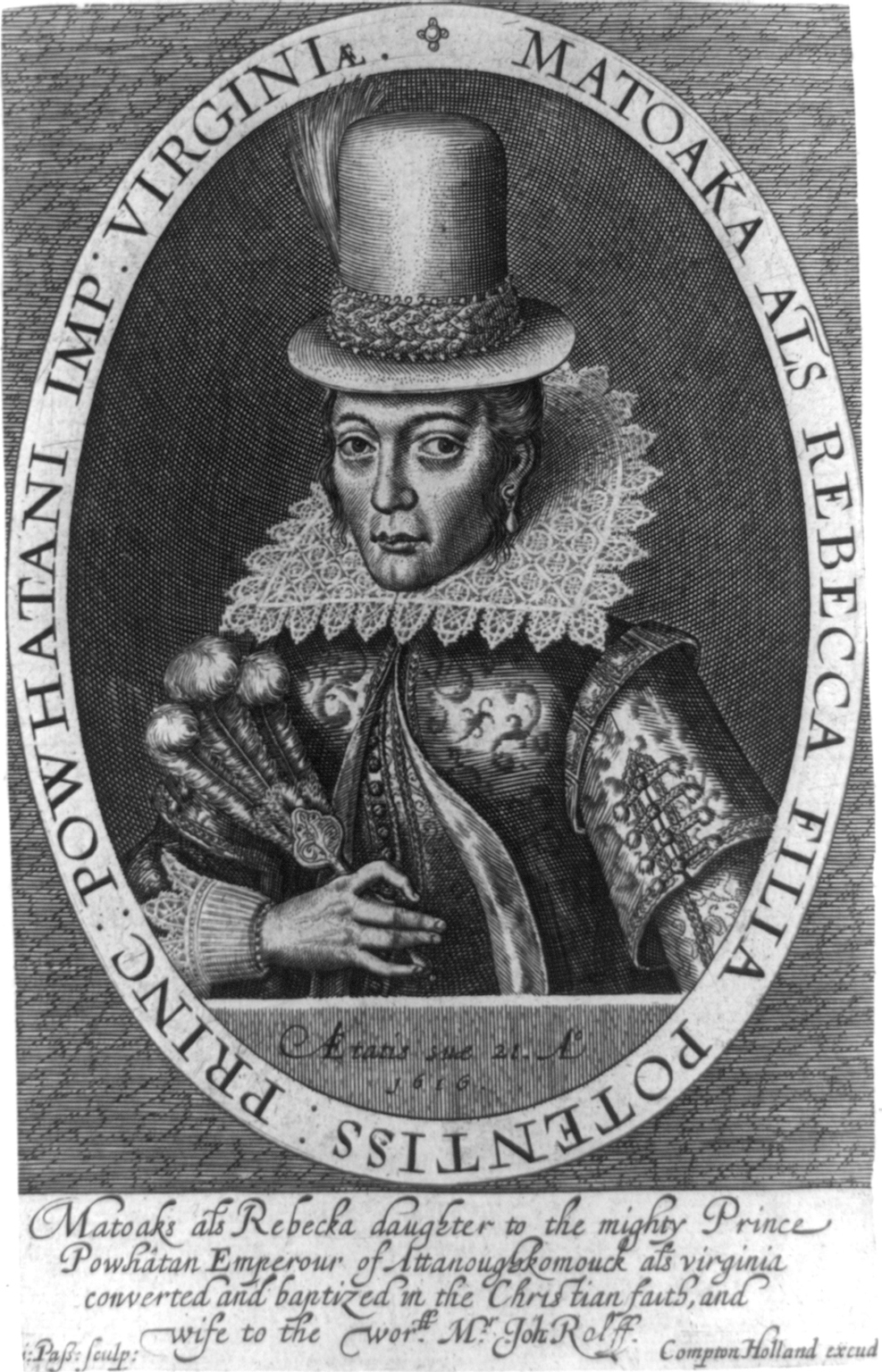
1616年のSimon van de Passeによる銅板画。生前唯一の彼女の肖像である。下段には「マトアカ、またはレベッカ、ポウハタンの万能の王子にしてバージニア皇帝、アッタノウコモウクの娘、キリスト教に改宗し洗礼を受けた、ジョーン・ロルフ氏（Mr. John Rolfe）の妻」と解説文がつけられている。

ポカホンタス（Pocahontas、1595年頃 - 1617年）は、ネイティブアメリカン・ポウハタン族 (Powhatan) の女性。英名レベッカ・ロルフ (Rebecca Rolfe) 。本名はマトアカ (Matoaka) またはマトワ（Matowa）で、「ポカホンタス」とは、実際は彼女の戯れ好きな性格から来た「お転婆」「甘えん坊」を意味する幼少時のあだ名だった。

## 来歴
ネイティブアメリカンは文字を持たなかったので、現在彼女について知られていることはすべて後の世代によって文献を通して語られたものであり、現実の人物、一女性としての彼女の考え、感情、行動の動機などは分からないところが多い。それゆえ彼女にまつわる物語は、社会的な役割の側面を持つ。
1595年ごろ、テナコマカ（Tenakomakah）というポウハタン族の集落地で、一帯を領土とするネイティブアメリカン部族「ポウハタン連邦」の高名な調停者ポウハタン酋長（本名はワフンスナコク Wahunsunacock またはワフンセナカウ Wahunsenacawh）の娘として生まれた。
1607年、ポウハタン族の領土であるテナコマカに、イギリス人は「ヴァージニア植民地」を建設した。当地の植民請負人は、ジョン・スミスというイギリス人だった。ジョン・スミスは元兵士で船乗りであり、大英帝国の植民請負会社であるヴァージニア会社に参加してヴァージニア初の入植地ジェームズタウンの建設に関わり、その後植民地指導者になった。
ポウハタン族は彼らの国に入り込んできたスミスやその他の白人入植者たちと和平の調停を結び、彼らに食糧を援助し、両者に友好関係が築かれた。スミスはポカホンタス死後の1624年以後「1607年12月に、川を遡ってネイティブアメリカンの土地を物色していたところ、ポウハタン族に拉致連行され、ポカホンタスの父ポウハタン酋長に処刑されかけたが、その時酋長の娘ポカホンタスが彼の前に身を投げ出して命乞いをしてくれ、おかげで無事生還できた」という武勇伝を書くようになった。
1608年冬に、ジェームズタウンが飢餓に陥った時期にも、ポウハタン族は食料を届け、入植地を全滅の危機から救った。
この時期、ポカホンタスは「しばしば入植地を訪れ、白人の子供たちと遊ぶようになった」とされている。しかし実際には、ポカホンタスの村とジェームスタウンは約20kmも離れており、しかもこれが事実なら厳寒の冬の、森林の雪中を10歳程度の子供が大人に同行してこの距離を往復することになる。これは現実離れした逸話であり、スミスの作り話と思われる。
やがて白人の入植地拡大はネイティブアメリカンの生命財産を圧迫し始めた。植民地での食糧生産は計画通りに進まず、植民請負人のスミスは各地のネイティブアメリカンの村で村人を人質に脅迫を行い、食料の略奪を行った。白人がバージニアと名付けた土地のネイティブアメリカンたちは恩を仇で返す白人の振る舞いに怒り、やがてスミスたちがやったのと同じように、ネイティブアメリカンたちも白人を人質に取った。
ジョン・スミスはイギリスに帰ってから、「この時期に、ポウハタン族によるジェームズ・タウン襲撃をポカホンタスが知らせてくれたため、再び命を救われた」と言い残している。この記述に関しても、ポウハタン族はスミスの作り話であるとして否定している。

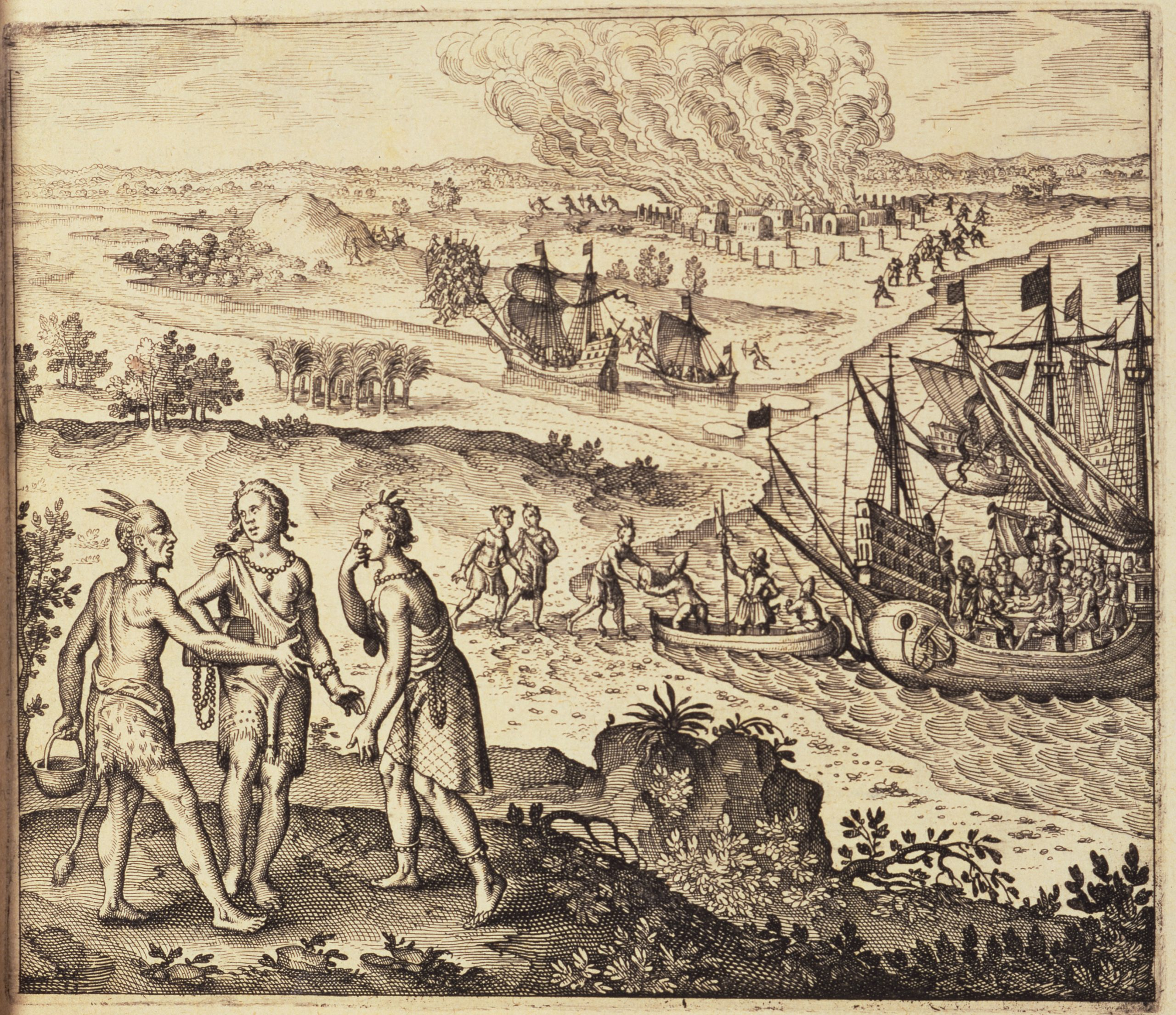
「拉致されるポカホンタス」ヨハン・T・デ・ブライ画（1624年）

1612年、イギリス人たちは「部族指導者」（実際は違う）のポウハタン酋長の娘であるポカホンタスを人質にとれば、ポウハタン族は屈服するだろうと考え、ポウハタン族に捕らわれたジェームズタウン入植者の身代わりとしてポカホンタスを誘拐した。ジェームズタウンで人質となった彼女の解放条件として侵略者たちがポウハタン族に提示したのは「イギリス人捕虜の解放」「盗まれた武器の返還」「トウモロコシによる多額の賠償の支払い」という条件だった。
彼らはポカホンタスを通訳として役立てようと、解放の条件として英語を教えた。さらにジェームズタウンにキリスト教教会を2棟作ったアレクサンダー・ウィテカーよりキリスト教の洗礼を受けさせられた。人質だったこの時期に、ポカホンタスはヴァージニアにタバコ会社を設立した白人のジョン・ロルフに目をつけられた。ロルフは妻を亡くし、独り身だった。ロルフは1614年4月5日に彼女と結婚し、マトアカの名を「レベッカ・ロルフ」と変えた。「イギリス人に捕まる前に、彼女には一族の中に婚約者がいた」という説もあるが、ポウハタン族はこれを否定している。

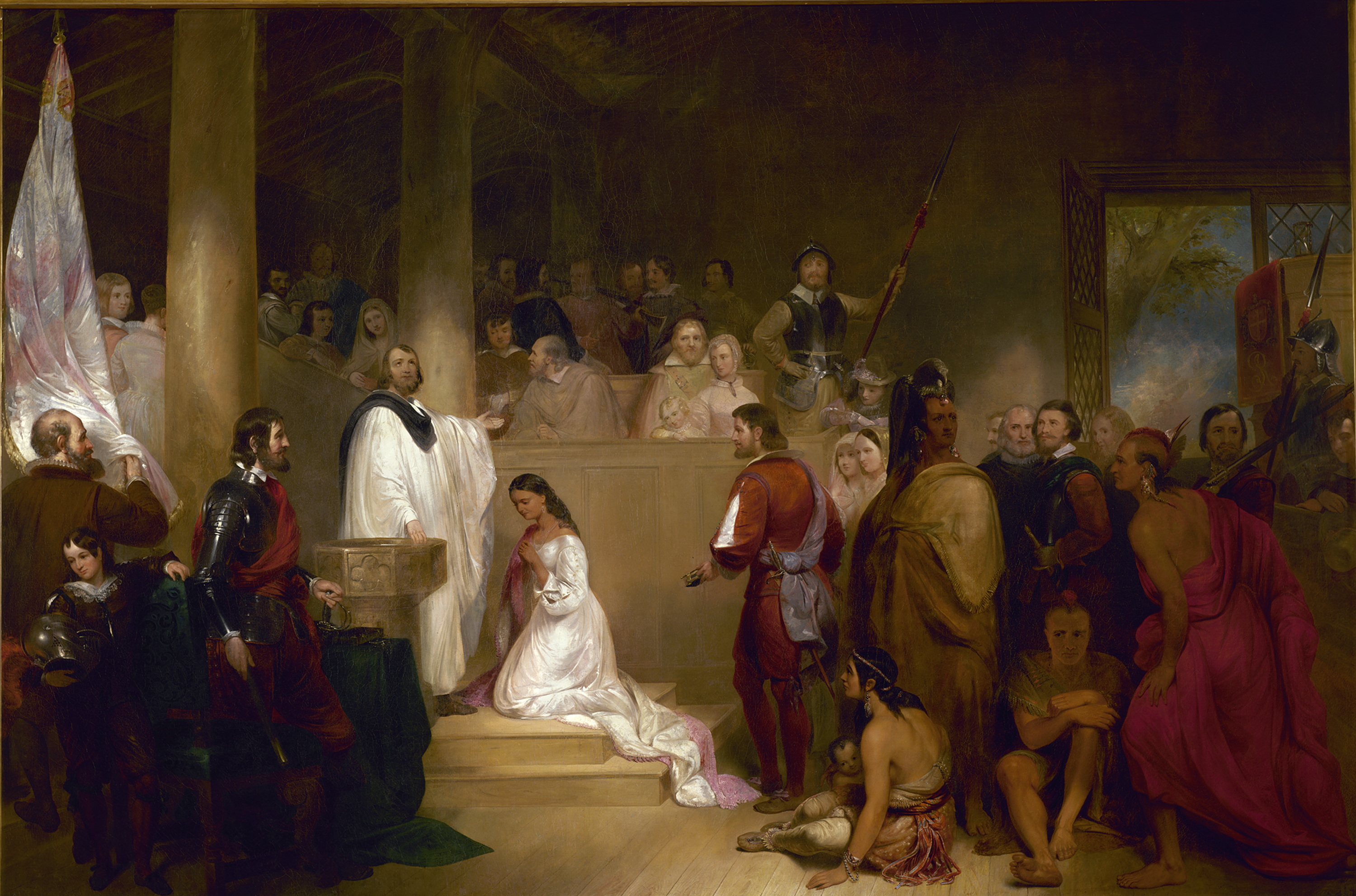
美化されて描かれた「ポカホンタスの洗礼」（1840年、ジョン・ギャズビー・チャップマン画）

彼らはジェームズ川のヘンリカス (Henricus) 入植地の対岸にあるロルフのプランテーション「ヴァリナ農場」で生活した。彼らの結婚生活は白人が期待した捕虜の奪還につながらなかったが、それでもジェームズタウンとポウハタン族の間に数年間の和平をもたらした。
ヴァリナ農場で、ポカホンタスはトーマス・ロルフを生んだが、ポカホンタスは姉たちに「トーマスはロルフの実子ではない」と説明している。実の父親はトーマス・デール卿という説がある。
ヴァージニア植民地の出資者たちは、ジェームズタウンでの入植事業が困難になったことを悟った。そこでポカホンタスを「マーケティングのための材料」にした。これが後世に渡って彼女の知名度が高い理由の一端でもある。

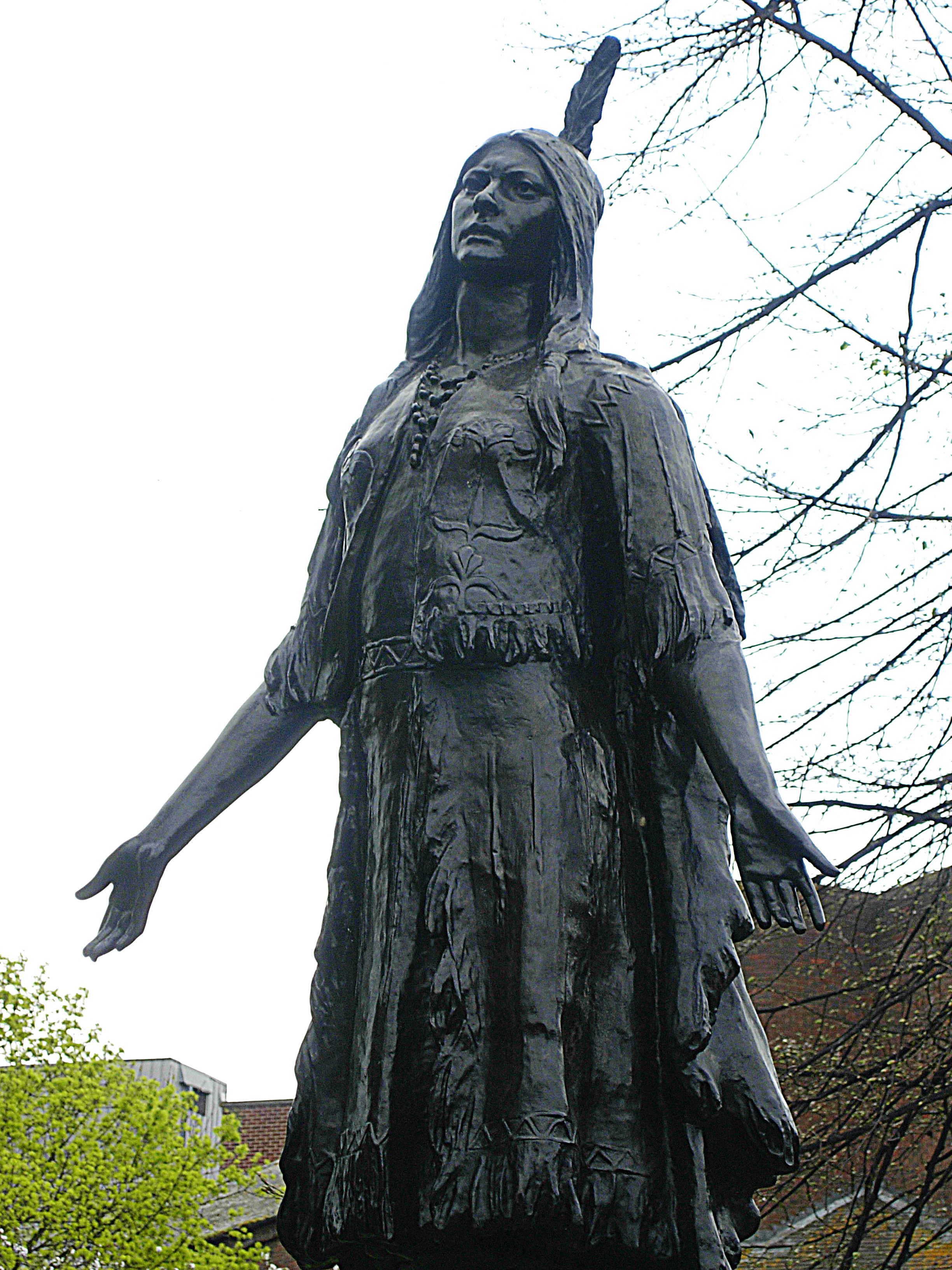
「聖ジョージ教会」に建てられた銅像

1616年、彼女と夫ロルフは大英帝国に連れられ、1617年までの間ブレントフォードに住み、ジェームズ1世とその家臣たちに謁見した。彼女はそこで「ネイティブアメリカンの姫」と紹介され、大英帝国にセンセーションを巻き起こした。ポカホンタスは、「新世界アメリカ」の最初の国際的有名人となった。だが、ネイティブアメリカンの「酋長」は「王」や「皇帝」とはまったく違った立場であり、ポカホンタスを「姫」「王女」と紹介するのはまったくの誤りである。
ロルフはヴァージニアに戻ってタバコ栽培をすることを熱望した。ロルフ一行がジェームズタウンへ帰る船旅の途中イギリスのケント州グレーブゼンドでポカホンタスは病気になり23歳前後で死去した。病気は天然痘・肺炎・結核など資料により異なる。
ポウハタン族とその氏族のひとつマッタポニ族はポカホンタスの死因について、当時の状況から毒殺された形跡を指摘している。ロルフはポカホンタスを妻にしたが、息子のトーマスは彼の実の子ではないこともあり、ロルフは病身のポカホンタスにさっさと見切りをつけてイギリスを離れたがっていたとされる。
ポカホンタスの葬式はグレーブゼンドの「聖ジョージ教会」で1617年3月21日に行われた。のちに教会が改装される際に彼女の墓は壊され、現存していない。現在、同教会の敷地には、彼女の銅像が設置されている。ポカホンタスの葬式が終わると、ロルフは幼いトーマスをイギリスに独り残し、単身バージニアに戻り再婚した。

## ポカホンタスの「美談」

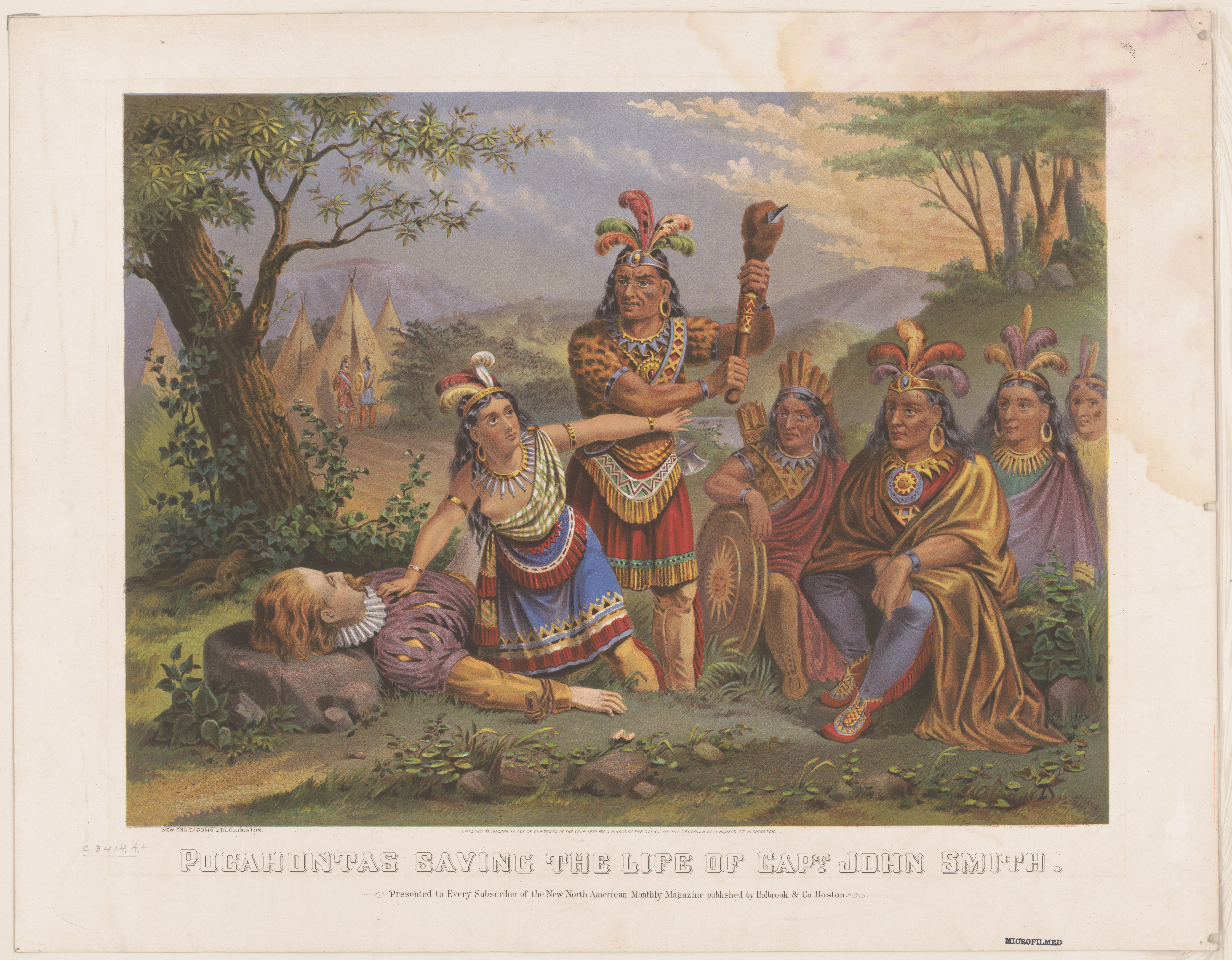
空想に基づいて描かれた「スミスの命を救うポカホンタス」。ネイティブアメリカンの服装は想像上のもので、背景にポウハタンの文化にないティーピーが描かれている。またスミスの逸話は12月の設定だが、この絵は冬の景色に見えない。（1870年画）

ポカホンタスの死後、ジョン・スミスは『New England Trials』(1622年) および『The Generall Historie』(1624年) を出版し、ここではじめて「ポカホンタスに助けられた」という内容が含まれた手記を発表した。その内容は、「ポウハタン酋長によって百叩きの刑に処せられ、殴り殺されるところだったのを、酋長の娘ポカホンタスが自分に同情して助命嘆願し、これを聞いたポウハタン酋長が刑の執行を止め釈放してくれた」というものである。
スミスが植民地報告書に書いた「美談」は、ロンドン政府にジョン・スミスを部族の「友人」として納得させるための象徴的なエピソードとして使われた節があると主張する者もいる。19世紀までに「野蛮な酋長から白人を救った」ポカホンタスはアメリカ合衆国において重要な象徴的存在となり、彼女を巡る多くのロマンス小説は、洗礼前から「自分たちの文化と似通った振る舞いをする友好的なネイティブアメリカン」として彼女を描いた。
当時ポカホンタスはわずか11歳であり、しかもジョン・スミスはその年イングランドから到達したばかりであり、古くからの仲ではなかった。スミスもまだその時はポウハタン語を完全には理解していなかった。彼が「ネイティブアメリカンの娘に助けられた」と主張し始めるのはポカホンタス死後のことである。
歴史家のカミラ・タウンゼンド（Camilla Townsend）は、スミスが「処刑されかけた」としている状況を「単に部族採用式などの儀式のひとつだったのではないか」と説明している。
また「儀式のひとつ」だったとの仮説にしても、歴史家アンジェラ・L・ダニエル・“シルバースター”は、「ポカホンタスは子供であり、子供がそのような式典・儀式に出席することは許されていない」と述べ、この記述を否定している。
ポウハタン族はスミスのこの武勇伝を「全くの作り話」として彼らのウェブサイトで公式に否定している。彼らは「スミスやロルフはポカホンタスを利用し、彼らと友好を結んだポウハタン族を裏切り、食い物にした」と抗議している。

### 「美談」の元ネタ
スミス以前に、1539年にアメリカ南東部を探検したスペイン人のエルナンド・デ・ソトは、フロリダで出会ったオランダ人捕虜のフアン・オルティスから「ネイティブアメリカンのヒッリヒグア酋長に生きたまま火焙りにされかけたが、酋長の娘の頼みで命を救われた」というそっくりそのまま同じ筋書きの真偽不明の話を聞かされており、このオルティスの逸話がスミスの武勇伝の「元ネタ」になった可能性がある。

## ポカホンタスの神話化

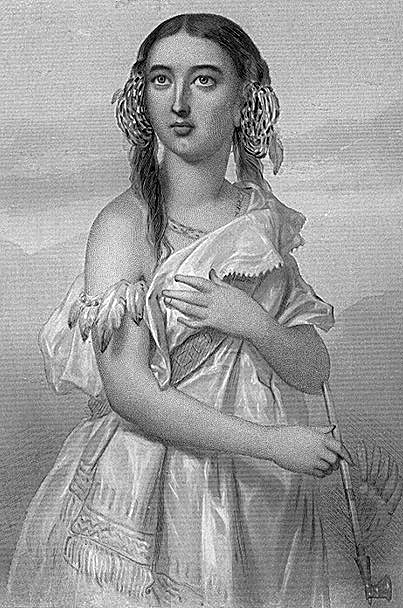
ロマンティックに描かれた19世紀の肖像画

ポカホンタスの生前の唯一の肖像画は1616年、オランダ生まれの版画家サイモン・ヴァン・ダー・パッセ (Simon Van de Passe) により制作された。西洋の服を着せられているが、彼女のネイティブアメリカンとしての個性は強く残っており、銅版画からは彼女の強い個性を感じることができる。
しかしこの銅版画に基づき1世紀後に制作された油彩画では、彼女の服装は同じだが、肌はより白く、髪も軽い茶色に描かれ、全体的に白人に受け入れやすいようにデフォルメされている。また彼女の厳格なまなざしもリラックスしたものに変わり、より上品で「文明化された」印象を与える。
また、当時の思春期までの少女の習俗である全裸で描かれたものも多く、鹿皮の衣服に続き、やがてほとんど透明な衣服をまとった姿で描かれていく変遷の中、全体として彼女の外観は十代の妖精風から、ヨーロッパの女性美の理想にまで及んでいる。
カミラ・タウンゼンドは「実際のところ、アメリカで重んじられているポカホンタスの物語全体は、ポルノグラフィである」と述べ、「この伝説に出てくる少女には、彼女自身のどんな欲求、野心、怒りもまた意見もなく、彼女は単にジョン・スミスや白人、および英国文化を崇拝するためのみに存在している」と述べている。

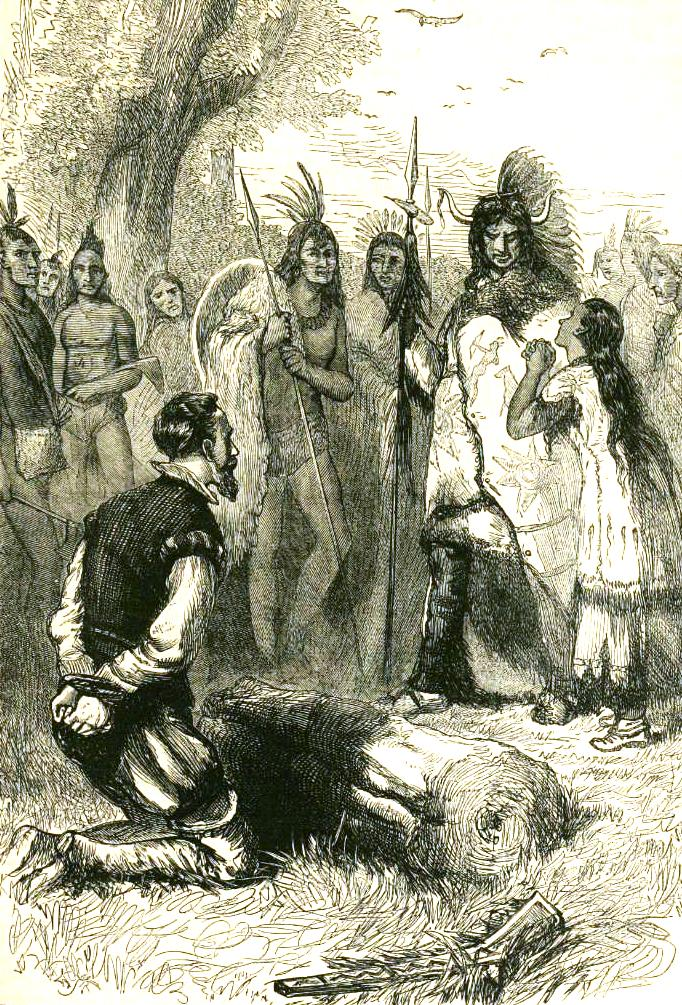
イギリス、カッセル社の「合衆国の歴史」（1874年出版）の挿絵。なぜかポウハタン酋長はスー族のような平原ネイティブアメリカンの格好をしていて、戦士たちはパンツをはいている。

19世紀前半、ネイティブアメリカンの同化が進む中、ポカホンタスのキリスト教徒への改宗とヨーロッパ文明受容の物語は、トーマス・ジェファーソン大統領の進めた対ネイティブアメリカン同化政策の可能性の象徴として描かれるようになった。彼女の改宗の場面は連邦議会議事堂の中心にあるロタンダ（円形大ホール）にかかっているジョン・チャップマンの絵画『ポカホンタスの洗礼』(1840年) にも描かれている。議事堂パンフレットは「ポカホンタスの洗礼の絵」と題してこの絵を取り上げ、絵の中の登場人物を紹介し、「ジェームズタウンの入植者はネイティブアメリカンから奪うだけではなく“異教の蛮人”にキリスト教を導入した」と賞賛している。
このころから、資料の少ないポカホンタスの生涯が多く書籍化されることになる。
ダニエルやタウンゼンド、および他の評論家たちは、なにはともあれポカホンタスがジェームスタウンで、重要な役割を果たしたことは間違いない、としている。ダニエルは「スミスとその仲間の移住者が我々に信じさせたがっているような劇的なものではなかったろうが、この子供がネイティブアメリカンが新来者と共に求めた平和の具体化であった」とし、「実際、ポカホンタスは子供と大人の間でポウハタンの平和の象徴になった」と書いている。

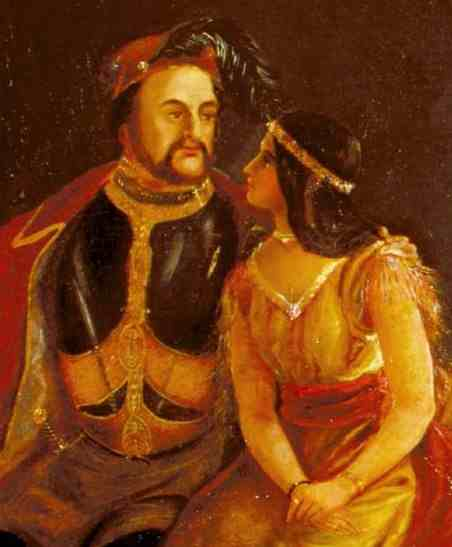
空想に基づいて描かれた「ポカホンタスとロルフ」（1850年画）

またタウンゼンドは、よく知られたポカホンタス小説の多くが、「単に楽しい歴史物語に過ぎない」と主張し「この作り事の解釈は、白人アメリカ人がとても好んでいるので、変更が容易でない」と述べている。
「ポカホンタスの真実の物語：歴史の他側面」が2007年に出版される際に、これに寄せて、共著者であるリンウッド・“リトルベアー”・カスタローの兄であり、マッタポニ族（ポウハタン族の構成部族のひとつである）の酋長であるカール・“ローンイーグル”・カスタローは、ネイティブアメリカンに対する差別と、彼らの見解が嘲笑されるのではないかという恐れのため、「我々は、ポカホンタスの実話を語ることを考えてこなかった。」と述べ、「人々は我々の文化的なレンズを通して歴史を見ようとしてこなかった。歴史の別側面、それもマッタポニ族の神聖な歴史を通してポカホンタスを見るときが来ている」と書き送っている。

## 「ネイティブアメリカンの姫」
イギリス人たちは、ネイティブアメリカンの社会を自分たちと同じような君主制の身分社会だと誤解し、上述したようにポカホンタスを「ネイティブアメリカンの姫（プリンセス）」だと説明して、植民のプロパガンダに利用した。ヴァイン・デロリア・ジュニア（スー族）は、その著書の中で、ポカホンタスやポウハタン族について、こう述べている。

### ポカホンタスの肖像の変遷
1616年にサイモン・パッセが描いた銅板画の「オリジナル」はさまざまな画家によって複製され、広まっていった。

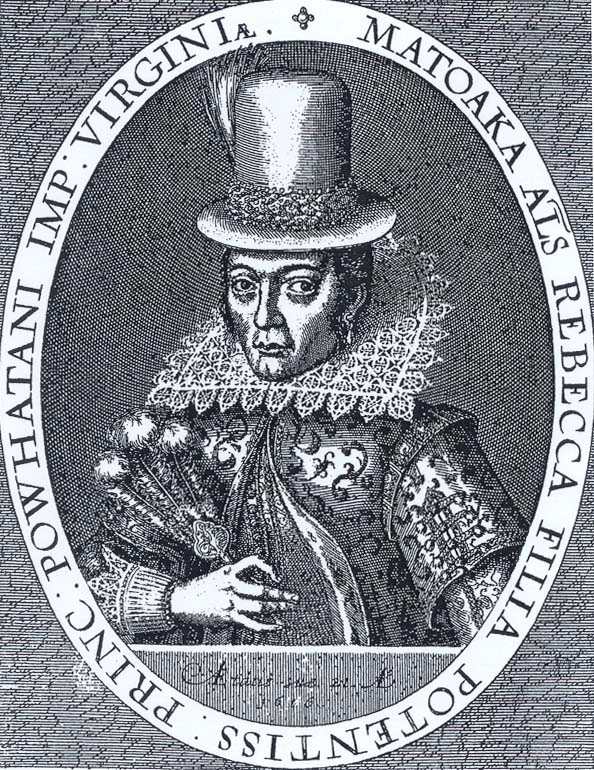
1616年の「オリジナル」。「斜視」の特徴がみられる。頬もはっきりとこけている。
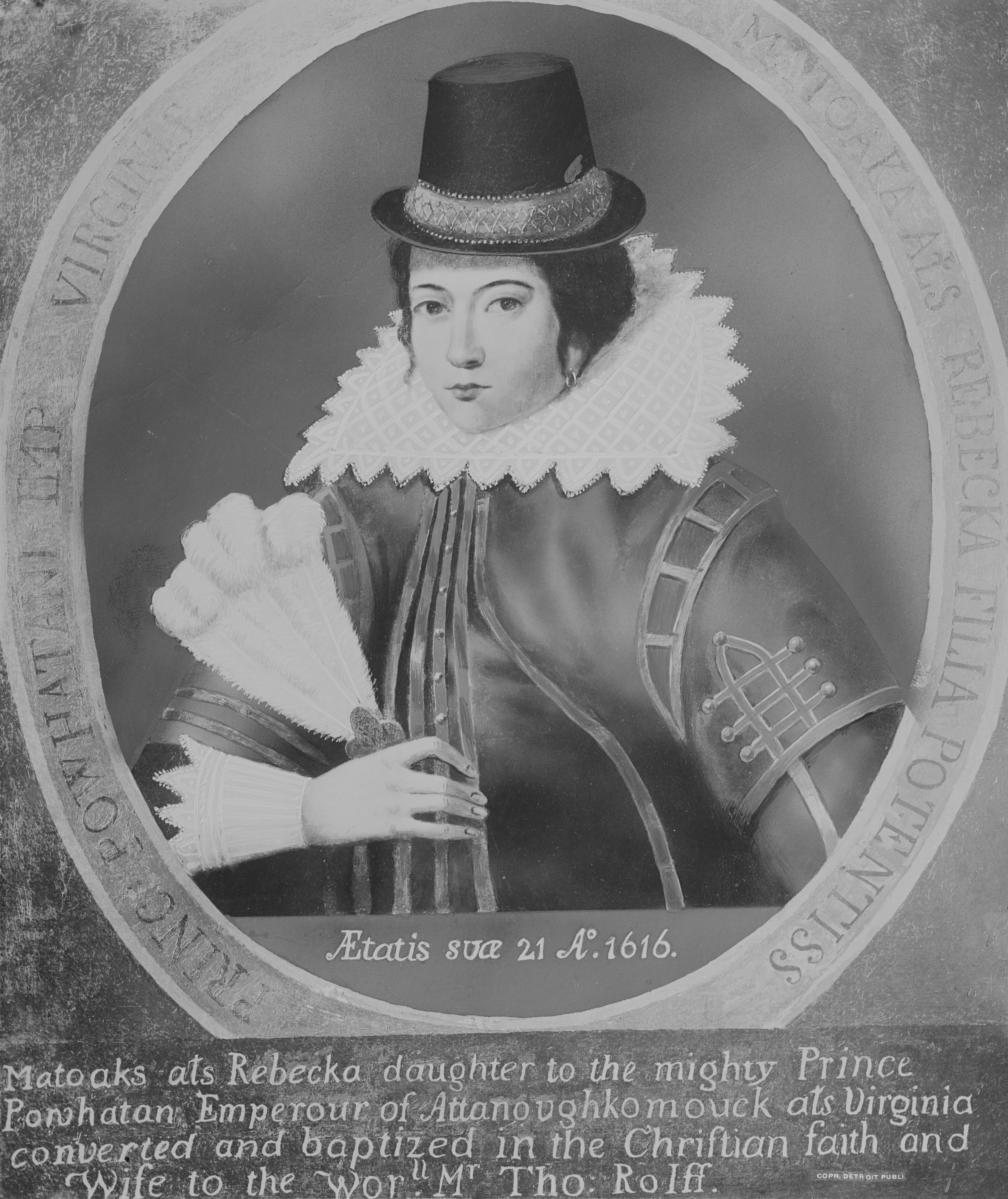
合衆国国会議事堂に掛けられた、ウィリアム・シェパードによる複製画（1616年）。「オリジナル画」の「斜視」が修正され、頬もふっくらとしている。
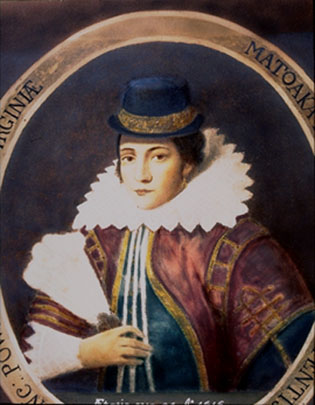
18世紀の作家不明の肖像画。「オリジナル」画のイメージに基づいているが、よりヨーロッパ白人化された印象になった。「神話化」が始まっている。
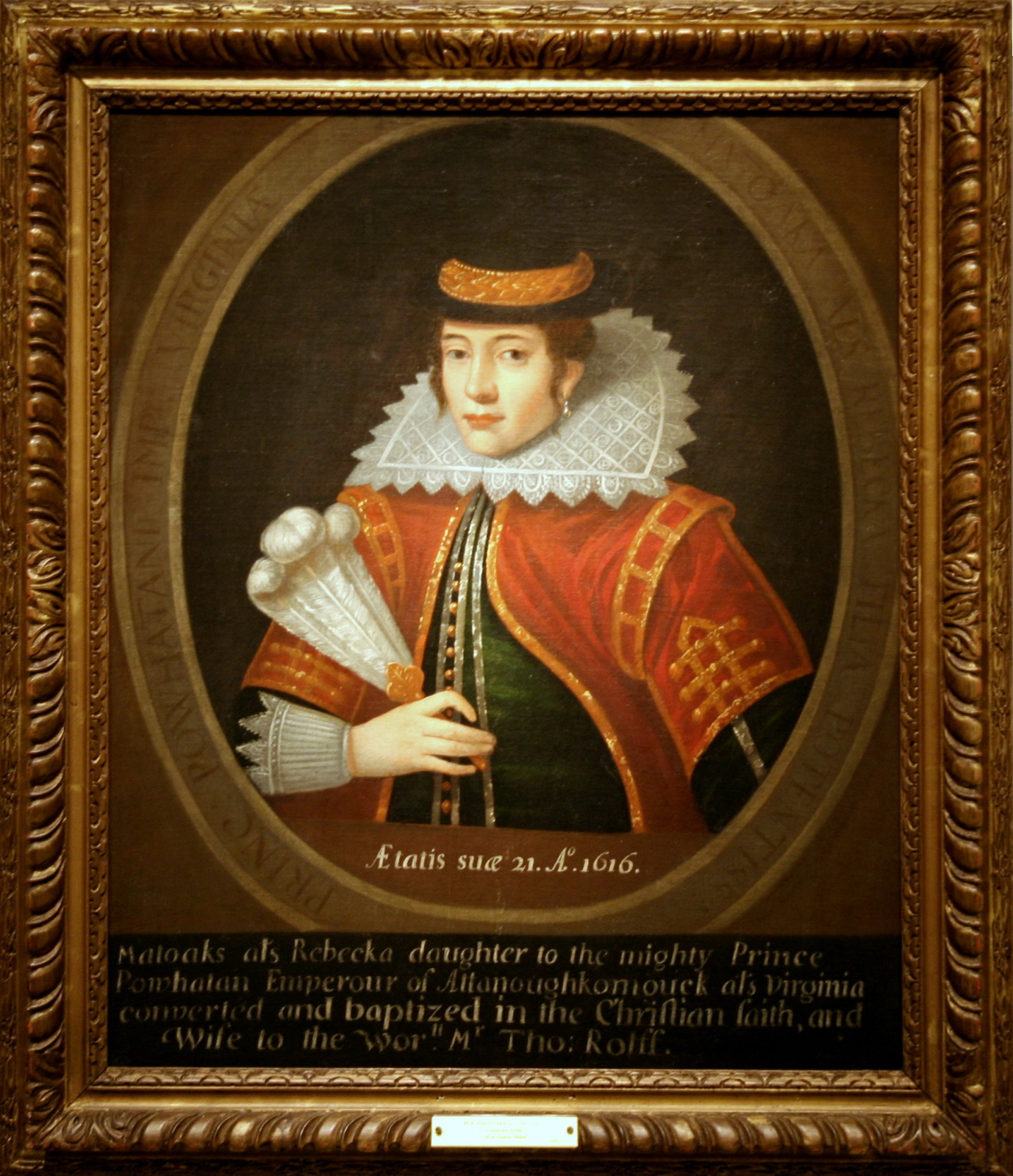
19世紀のもの。
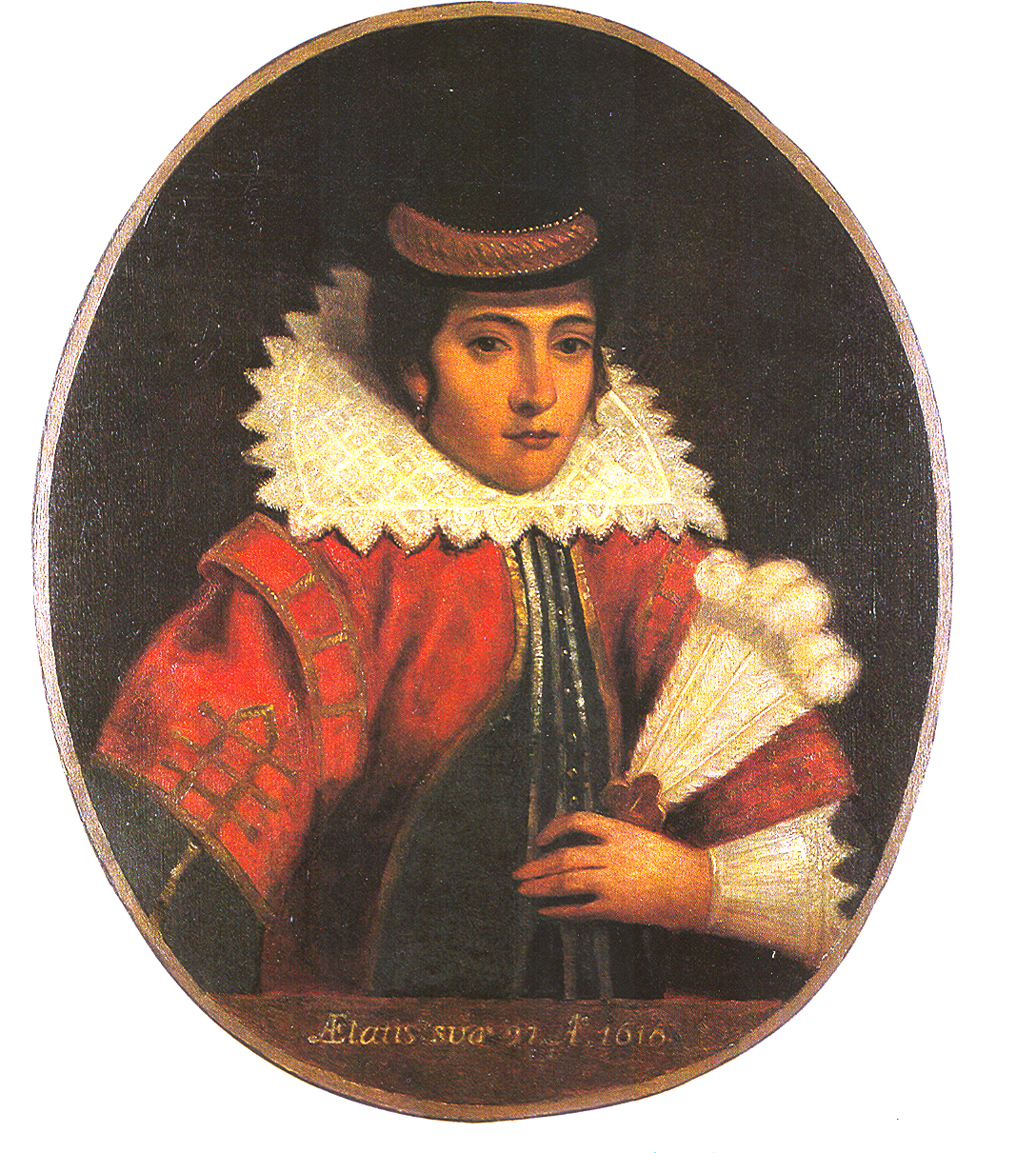
19世紀のもの。3枚目の絵を反転させて描いたもの。
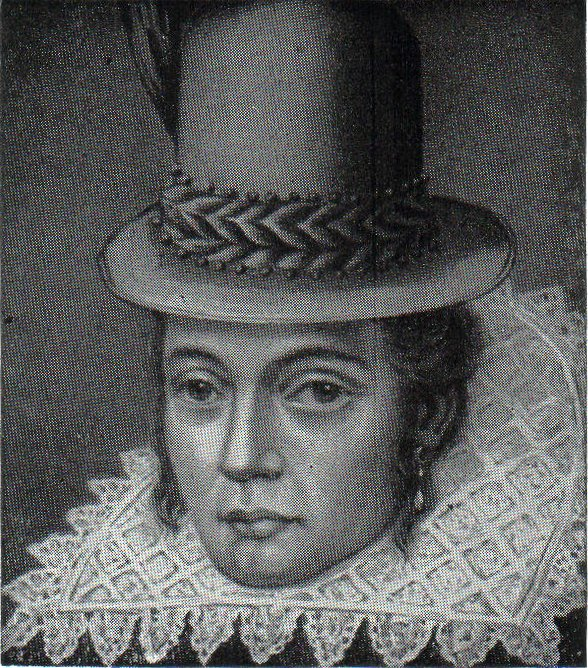
アメリカの「新入生の参考書」に載せられた肖像（1914年）。

## ポカホンタスを題材とする映画
英語版wikipediaの「Pocahontas」の項目には、彼女の物語を描いた1910年以来のさまざまな映画（米国資本・日本製のものもある）のリストがある。最近年のものには次のようなものがある。どの作品もポウハタン酋長が「部族長」のように描かれている。
『ポカホンタス』
ウォルト・ディズニー社による1995年のアニメーション映画。ポカホンタスを扱った19世紀の詩や小説同様、「インディアンのプリンセス」としてのポカホンタスと、「美青年」ジョン・スミスの出会いを描いている。映画では史実と異なり二人の年齢差はほぼ無くなっている。主人公のポカホンタスはディズニープリンセスの一人となっている。
『ポカホンタスII/イングランドへの旅立ち』
上記のディズニー社のアニメ映画のビデオ版続編。1998年製作。ポカホンタスのイギリスへの旅を大まかに描写したもの。
『ポカホンタス』
1995年の実写映画。ダニエル・J・スイッサ監督、サンドリーヌ・ホルト主演。
『インディアンプリンセス/ポカホンタス』
1995年の中編アニメ映画。
『ニュー・ワールド』
テレンス・マリック監督・脚本、コリン・ファレル主演の実写映画。2005年12月全米公開。ポカホンタスを題材とした最新の映画である。

## ポカホンタスに関する書籍
映画やアニメのノベライズは多いが、日本語で書かれたポカホンタスに関する歴史書は少ない。
ポカホンタスの生涯を史実に基づいて再現した歴史評伝小説『ポカホンタス』（和栗隆史著・講談社刊）が、1995年に出版されている。また同年、同著者によるポカホンタスの故郷を訪ねるガイドブック『ポカホンタスの秘密』（データハウス刊）が出版されている。
現実のポウハタン族によるポカホンタスの解説本としては、姉と義理の兄弟の証言を含めた『The True Story of Pocahontas: The Other Side of History』がある。 

## ポカホンタスの子孫
ヴァリナ農場で生まれたポカホンタスの唯一の息子トマス・ロルフは一人娘ジェーンを残した。ジェーンはロバート・ボーリング大佐と結婚し一人息子ジョン・ボーリングを生んだ。彼の子供たちは「赤い（赤膚の）ボーリング一族 (Red Bollings)」と呼ばれ、ポカホンタスとポウハタン酋長およびヴァージニア最初の入植者に遡ることのできる全米屈指の名家となっている。ウッドロウ・ウィルソン大統領の夫人イーディス・ボーリングもその一人であり、ほかにポカホンタスの子孫である者は政治家ジョージ・ランドルフ、リチャード・バード少将、ファーストレディのナンシー・レーガン、天文学者パーシヴァル・ローウェル、ジョン・マケイン議員、俳優エドワード・ノートンらがいる。
系図学者はブッシュ家もポカホンタスと関係があるとしている。ジョージ・W・ブッシュ大統領の10代前の先祖のロバート・ボーリング・ジュニアはロバート・ボーリング大佐と後妻アン・スティスの息子であり、8代前の大叔母のメアリー・ケノンはポカホンタスの曾孫と結婚している。
ポカホンタスの直系の子孫であるスーザン・ドネルの著書『ポカホンタス』（竹書房文庫、池田真紀子訳）は日本でも出版されている。

## その他

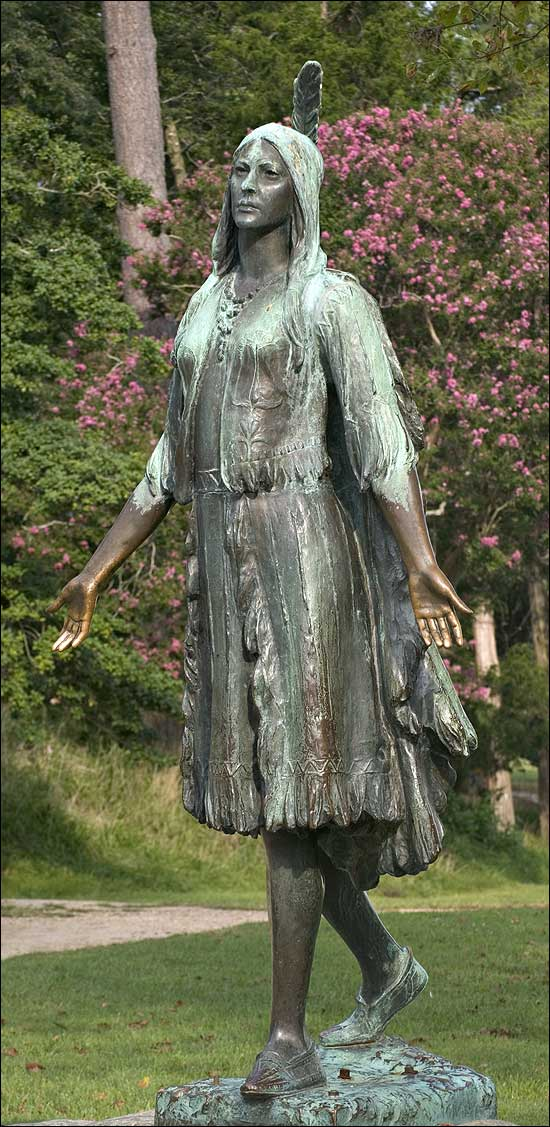
ジェームス・タウンに建てられた銅像（1922年完成）

現在、ポカホンタスにちなんで名づけられた地名はアメリカに複数存在する。ヴァージニア州ポカホンタス、ヴァージニア州マトアカ、ウェストヴァージニア州マトアカ、アーカンソー州ポカホンタス、アイオワ州ポカホンタス郡、ウェストバージニア州ポカホンタス郡は彼女の愛称ポカホンタスや本名マトアカにちなんでいる。ヴァージニア州には彼女の部族にちなんだ「ポウハタン郡」もある。また、ポカホンタス・パークウェー（ヴァージニア州道895号線）、ジョン・ロルフ・ハイウエー（ヴァージニア州道31号線）などの道路や、ヴァージニア州周辺のフェリー、土地会社などにもポカホンタスの名は使われている。
小惑星ポカホンタスはポカホンタスの名前にちなんで命名された。
2017年、ドナルド・トランプ大統領は、かつて少数民族出身であると主張した過去があるエリザベス・ウォーレン上院議員について、ポカホンタスと揶揄したことがある。